# République slovaque des conseils
Juin – Juillet 1919
Entités précédentes :
- Tchécoslovaquie

Entités suivantes :
- Tchécoslovaquie

La République slovaque des conseils (en slovaque, Slovenská republika rád, littéralement « Conseil de la République slovaque », également traduit par « République soviétique slovaque ») est un État communiste proclamé dans le Sud-Est de l’actuelle Slovaquie entre le 16 juin et le 7 juillet 1919 en coordination et avec l’appui avec la république des conseils de Hongrie.

## Histoire

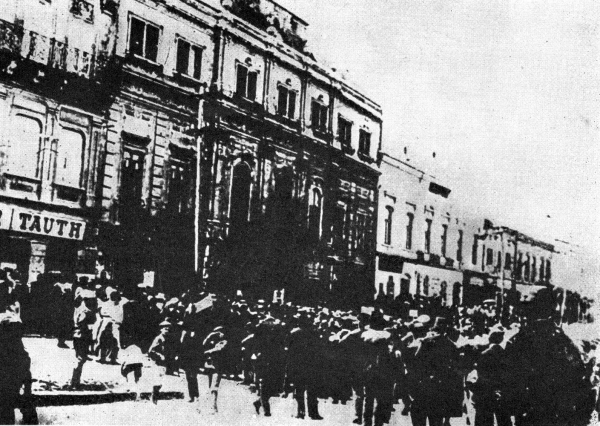
Proclamation de la République slovaque des conseils à Prešov.

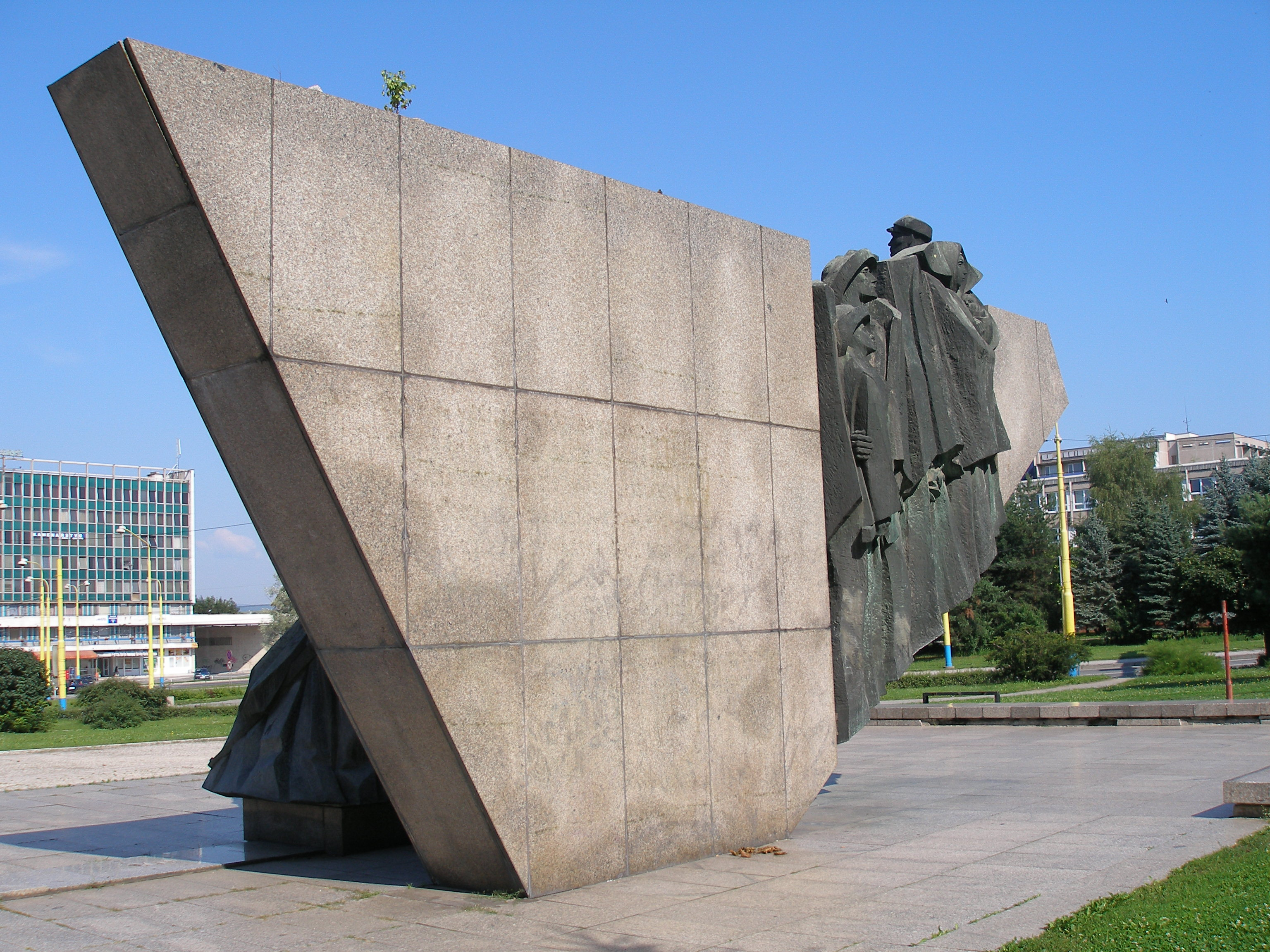
Mémorial de la République slovaque des conseils à Prešov, érigé par le régime communiste tchécoslovaque.

La défaite des Empires centraux lors de la Première Guerre mondiale aboutit à la dislocation de l’Empire austro-hongrois. La partie hongroise de l’Empire, qui s’en détache le 1er novembre 1918, se fragmente à son tour en décembre : à l’ouest, le Burgenland se rattache à l’Autriche, au nord la Haute-Hongrie de langue slovaque rejoint la Tchécoslovaquie, au nord-est la Ruthénie subcarpatique s’y constitue en république houtsoule, à l’est la Transylvanie rejoint la Roumanie, au sud la Croatie-Slavonie et la Voïvodine rejoignent l’État des Slovènes, Croates et Serbes. Les populations hongroises de ces régions se dotent de leurs propres organisations politiques : certaines s’opposent à la fragmentation de la nouvelle république démocratique hongroise, d’autres s’y résignent et participent à la vie politique des pays auxquels elles se trouvent rattachées. Le gouvernement libéral en Hongrie est renversé et remplacé par un régime d’inspiration léniniste dirigé par Bela Kun, qui reprend à son compte l’objectif de restaurer les anciennes frontières de la Hongrie au sein de l'Empire austro-hongrois.
Dans les premiers mois de son existence, la Tchécoslovaquie a du mal à asseoir sa souveraineté, car l’administration hongroise, fidèle au gouvernement de Budapest, refuse de lui céder le territoire de Haute-Hongrie, qui correspond à la Slovaquie et à la Ruthénie subcarpatique. Les troupes hongroises (dont la gendarmerie) stationnées en Slovaquie empêchent les agents du nouvel État tchécoslovaque de prendre leurs fonctions. En mai 1919, la république des conseils de Hongrie repousse les troupes tchécoslovaques tentant de prendre le contrôle du pays, mais, pour ne pas s’aliéner le soutien du prolétariat slovaque, Bela Kun renonce à restaurer de ce côté les anciennes frontières hongroises, et choisit de favoriser la constitution d’une République slovaque des conseils. Ce nouveau gouvernement, le troisième état communiste au monde après la Russie soviétique et la Hongrie de Bela Kun, prend au cours de sa brève existence une série de mesures innovantes comme l’abolition de l’argent (remplacé par un système de bons), la prohibition de l'alcool et l’expropriation des grands domaines nobiliaires et des grands groupes capitalistes. Dépendant du soutien de Budapest, ce régime prend fin avec la défaite de la république des conseils de Hongrie face à la coalition anticommuniste de l’été 1919, qui regroupe la première république tchécoslovaque, le royaume de Roumanie, celui des Slaves du Sud et deux armées françaises, celle de Hongrie et la franco-serbe du général Louis Franchet d'Espèrey. 
Les Alliés donnent alors leur accord pour que le Danube, l'Ipeľ et en partie la Tisza servent de frontière entre la Hongrie et la Tchécoslovaquie, reconnue ensuite par les traités de Versailles, de St-Germain-en-Laye et de Trianon, mais séparant de la Hongrie d’importantes minorités hongroises dans la plaine fertile du Danube. Les premières élections tchécoslovaques se déroulent le 18 avril 1920 et, jusqu’à l’annexion allemande de 1938-1939, les populations de la République tchécoslovaque seront invitées à participer aux différents scrutins en respectant le calendrier prévu par la Constitution.